# Arcidiocesi di Kupang
L'arcidiocesi di Kupang (in latino Archidioecesis Kupangensis) è una sede metropolitana della Chiesa cattolica in Indonesia. Nel 2023 contava 198.000 battezzati su 1.668.000 abitanti. È retta dall'arcivescovo Hironimus Pakaenoni.

## Territorio
L'arcidiocesi comprende la parte centro-occidentale di Timor Ovest, nonché le isole di Roti, Savu, Semau e Alor.
Sede arcivescovile è la città di Kupang, dove si trova la cattedrale di Cristo Re.
Il territorio è suddiviso in 35 parrocchie, raggruppate in tre zone pastorali: Kupang città, Timor, isole di Rote, Sabu e Alor.

## Storia
La diocesi di Kupang fu eretta il 13 aprile 1967 con la bolla Sanctorum mater di papa Paolo VI, ricavandone il territorio dalla diocesi di Atambua. Originariamente era suffraganea dell'arcidiocesi di Ende.
Il 25 gennaio 1982 la diocesi si ingrandì, incorporando l'isola di Alor, che era appartenuta alla diocesi di Larantuka. 
Il 23 ottobre 1989 è stata elevata al rango di arcidiocesi metropolitana con la bolla Quo aptius di papa Giovanni Paolo II.

## Cronotassi dei vescovi
Si omettono i periodi di sede vacante non superiori ai 2 anni o non storicamente accertati.
- Gregorius Manteiro, S.V.D. † (13 aprile 1967 - 10 ottobre 1997 deceduto)
- Peter Turang † (10 ottobre 1997 succeduto - 9 marzo 2024 ritirato)
- Hironimus Pakaenoni, dal 9 marzo 2024

## Statistiche
L'arcidiocesi nel 2023 su una popolazione di 1.668.000 persone contava 198.000 battezzati, corrispondenti all'11,9% del totale.
| anno | popolazione | popolazione | popolazione | presbiteri | presbiteri | presbiteri | presbiteri                | diaconi | religiosi | religiosi | parrocchie |
| anno | battezzati  | totale      | %           | numero     | secolari   | regolari   | battezzati per presbitero | diaconi | uomini    | donne     | parrocchie |
| ---- | ----------- | ----------- | ----------- | ---------- | ---------- | ---------- | ------------------------- | ------- | --------- | --------- | ---------- |
| 1969 | 17.481      | 556.645     | 3,1         | 11         |            | 11         | 1.589                     |         | 14        | 6         | 9          |
| 1980 | 47.792      | 650.000     | 7,4         | 16         |            | 16         | 2.987                     |         | 21        | 18        |            |
| 1990 | 83.316      | 916.132     | 9,1         | 34         | 16         | 18         | 2.450                     |         | 28        | 51        | 42         |
| 1997 | 128.454     | 1.082.307   | 11,9        | 53         | 29         | 24         | 2.423                     |         | 93        | 110       | 40         |
| 2000 | 109.022     | 1.138.020   | 9,6         | 55         | 28         | 27         | 1.982                     |         | 106       | 76        | 40         |
| 2001 | 112.542     | 1.153.313   | 9,8         | 69         | 35         | 34         | 1.631                     |         | 125       | 76        | 40         |
| 2002 | 121.473     | 1.187.912   | 10,2        | 102        | 68         | 34         | 1.190                     |         | 132       | 186       | 20         |
| 2003 | 126.417     | 1.189.829   | 10,6        | 75         | 38         | 37         | 1.685                     |         | 49        | 251       | 22         |
| 2004 | 125.123     | 1.189.829   | 10,5        | 77         | 45         | 32         | 1.624                     |         | 142       | 137       | 22         |
| 2011 | 217.000     | 1.396.000   | 15,5        | 103        | 87         | 16         | 2.106                     |         | 126       | 343       | 26         |
| 2016 | 187.985     | 1.484.150   | 12,7        | 119        | 106        | 13         | 1.579                     |         | 148       | 247       | 30         |
| 2019 | 190.143     | 1.601.100   | 11,9        | 124        | 109        | 15         | 1.533                     |         | 224       | 148       | 34         |
| 2021 | 194.000     | 1.633.950   | 11,9        | 124        | 109        | 15         | 1.564                     |         | 224       | 148       | 34         |
| 2023 | 198.000     | 1.668.000   | 11,9        | 152        | 137        | 15         | 1.302                     |         | 237       | 187       | 35         |